# Ferdydurke (film)
Pour plus de détails, voir Fiche technique et Distribution.
Ferdydurke est un film polonais réalisé par Jerzy Skolimowski, sorti en 1991. Le titre original, 30 Door Key est une quasi-homophonie du titre du roman.

## Synopsis
Une adaptation du roman Ferdydurke de Witold Gombrowicz.

## Fiche technique
- Titre : Ferdydurke
- Titre anglais : 30 Door Key
- Réalisation : Jerzy Skolimowski
- Scénario : Joseph Kay et Jerzy Skolimowski d'après Witold Gombrowicz
- Musique originale : Stanislas Syrewicz
- Pays d'origine : Pologne
- Format : Couleurs - Mono - 35 mm
- Genre : Drame
- Durée : 90 minutes
- Date de sortie : 1991

## Distribution
- Fabienne Babe : Sophie
- Pawel Bawolec : Fizz
- Jerzy Bińczycki : professeur Filidor
- Henryk Bista
- Iain Glen : Joey
- Crispin Glover : Mintus
- Judith Godrèche : Zoo
- Krzysztof Janczar : Leo
- Kalina Jędrusik : femme du professeur
- Tadeusz Łomnicki : oncle
- Jan Peszek : M. Young
- Beata Pozniak : Flora Gente
- Marek Probosz : Syphonus
- Dorota Stalinska : madame Young
- Robert Stephens : professeur Pimco
- Magdalena Wójcik : domestique
- Zbigniew Zamachowski : Tom
- Artur Zmijewski : Kopyrda

## Production
Le film étant une coproduction entre plusieurs pays, son casting est particulièrement « hétéroclite », mêlant des actrices françaises à des acteurs polonais, britanniques ou américains. Skolimowski le qualifiera « [d']europudding » et dira que cette coproduction a été « désastreuse. »
Le tournage débute le 15 novembre 1991 à Varsovie. Il s'agit pour le réalisateur de son premier tournage depuis vingt ans dans son pays natal, la Pologne. 
La première scène tournée montre Joey assistant à un match de tennis. Il y a plus de 1000 figurants.

## Accueil
Le film est globalement mal accueilli par la critique et est un échec public. À la suite de ce film, Jerzy Skolimowski cesse de réaliser pendant 17 ans, jusqu'au film Quatre nuits avec Anna : il se sent en effet « dégoûté du cinéma » après ce qu'il considère comme son plus mauvais film et ne recommencera à tourner qu'en se jurant de « ne plus jamais faire un film aussi nul ». Il estime en outre que la force de Gombrowicz vient du langage et ne peut être traduite en image et qu'il a fait une erreur en tournant en anglais car cet écrivain est intraduisible en anglais et « passe mieux en français. »

## Analyse
Skolimowski reste d'une « fidélité très littérale » au texte qu'il adapte, transposant l'enchaînement des scènes décrites dans le livre, jusqu'aux deux grands digressions du texte, « Philidor doublé d'enfant » et « Philibert doublé d'enfant. » Il déplace néanmoins l'action en 1939 peu de temps avant l'invasion de la Pologne qui marque le début de la Seconde Guerre mondiale.